# Riu Aventino

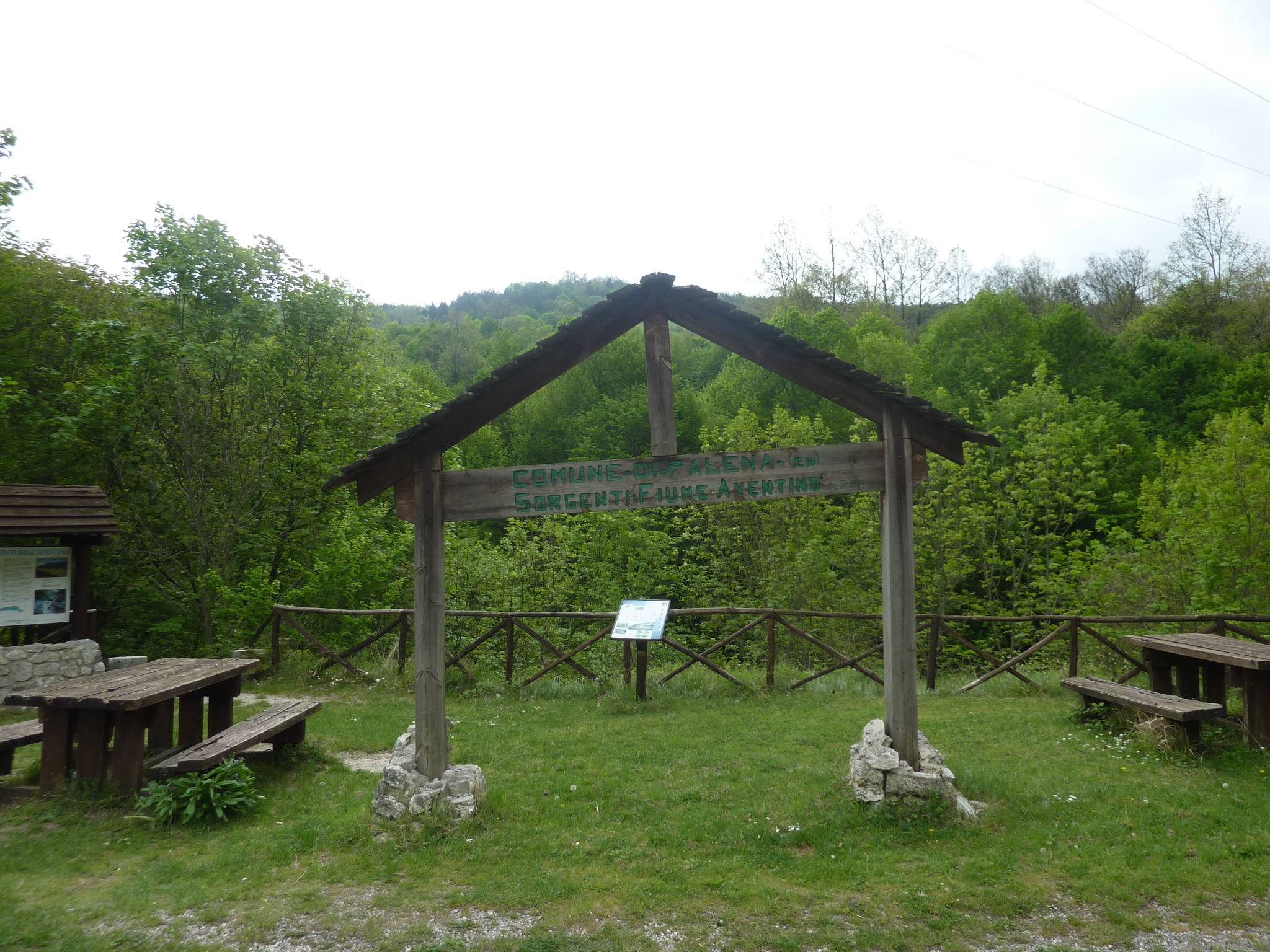
Naixement del riu Aventino

Aventino és un riu de la regió italiana dels Abruços, que té una llargada d'uns 45 km. Neix en el municipi de Palena (Chieti), de la unió de les aigües de diverses fons i torrents i que flueixen pel vessant oriental del mont Porrara. Una part del primer recorregut d'aquestes aigües és subterrani, per una xarxa de tipus càrstic, i emergeixen en l'anomenat capo di Fiume.
Èn el seu recorregut, travessa els municipis de Palena, Lettopalena, Taranta Peligna, Colledimacine, Lama dei Peligni, Gessopalena, Civitella Messer Raimondo i Casoli. Una llegenda diu que el riu Aventino hauria nascut en orinar Samsó, després del gran esforç fet per dur la massa rocosa anomenada «la Morgia» des de Palena fins a Gessopalena. (La llegenda està basada en un fet real: la Morgia és un fragment que es va desprendre de la muntanya en temps prehistòrics i va anar baixant fins aturar-se al lloc on es troba actualment.) L'Aventino és el principal afluent del riu Sangro, que desemboca en el mar Adriàtic. En la confluència de l'Aventino, el torrent Gogna i el Sangro hi ha un estany artificial que forma la reserva natural del llac de Serranella.
Amb les aigües del naixement del seu afluent, el riu Verde, s'elabora un prestigiosa pasta alimentària fabricada a Fara San Martino. L'aigua s'extreu directament del naixement del riu i sembla que la seva baixa temperatura constant aporta a la pasta unes propietats que en faciliten la cocció.
Forma l'embassament artificial dit Lago Sant'Angelo, o di Casoli.